# Bartolo Longo
Bartolo Longo (11 de febrero de 1841, Latiano – 5 de octubre de 1926, Pompeya), abogado, converso promotor de centros educativos, de acogimiento, de Nuestra Señora del Rosario de Pompeya y promotor y constructor del Santuario de la Virgen del Rosario de Pompeya. Declarado beato por el papa Juan Pablo II el 26 de octubre de 1980.

## Su primer año y su periodo universitario
Bartolo Longo era hijo de Bartolome Longo, médico, y de Antonia Luparelli. Fue bautizado al tercer día de haber nacido, el 13 de febrero de 1841, con los nombres de Bartolomeo Vincenzo Romualdo Maria.
De físico escueto pero de inteligencia aguda, Bartolo Longo fue enviado al colegio de los Padres Escolapios de Francavilla Fontana, a la edad de 5 años, como era costumbre de la época. «Era, dice, un diablillo vivaz e impertinente, un poco berrinchudo».
Dejó el colegio en 1858, después de haber conseguido el título de estudios que lo acreditaban para enseñanza de "gramática rudimentaria", para inscribirse en la Regia Universidad de Nápoles en el estudio de la abogacía.
Producida la anexión del Reino de Sicilia al Reino de Italia con la Ley Casati, extendida a todo el Reino de Italia, sus estudios sufrieron un fuerte cambio, por el cual, su título no era reconocido. Por ello, Bartolo Longo recomienza sus estudios de jurisprudencia, verdaderamente cuando se enfilaba a dar inicio a su profesión de abogado.
Aquel año, en Nápoles, en el ambiente académico y en el cultural, vivían un fuerte anticlericalismo. Bartolo Longo, después de la lectura del libro La vida de Jesús del filósofo francés Ernest Renan, se unió completamente a la contestación anticlerical. Asiste a las lecciones de Filosofía y Letras de Augusto Vera, Bertrando Spaventa y Luigi Settembrini, lecciones importantes para el positivismo dominante, y en cuanto a la negación de lo sobrenatural. Entró a formar parte de una asociación espiritista y se impregnó de esta vertiente.

## Su nueva vida
Con el paso del tiempo, tuvo una profunda crisis. Una verdadera y propia depresión psíquica y física (el rito del satanismo, incluyendo largos periodos de ayuno le dañaron el aparato digestivo), pero que, afortunadamente no lo llevaron al suicidio, como le sucedió a su amigo. También pasó por una desilusión amorosa de adolescencia, pues en un principio, estaba comprometido en matrimonio con su prima, la Baronesa Caterina Scazzeri, pero todo quedó en nada, ella se hizo religiosa franciscana y murió muy joven. Esto llevó a Bartolo Longo, a fundar en Latiano, su tierra natal, un colegio politécnico, el Pio Instituto Caterina Scazzeri, la cual existe hoy.
Su amigo Vincent Pede, habló y convenció a Bartolo María, de la dulzura y amor de Cristo y su de la verdadera Iglesia. Le organizó un encuentro con el sacerdote dominico y promotor del rosario y la virgen María, Alberto Radente de la orden de los Dominicos. Fue el propio Padre Radente quién lo integró a la Tercera Orden de Santo Domingo.
La Virgen del Rosario tiene un culto muy antiguo que se remonta a la época de la institución de los Dominicos en el siglo XII, la cual fue la mayor propagación del culto del Rosario. Esto animó a Bartolo Longo en la propagación de esta devoción. En 1864 se graduó de jurisprudencia. Regresa a su tierra natal, abandona su profesión de abogado, hace voto de castidad y se dedica a las obras de asistencia. En efecto, de la herencia familiar, obtuvo una copiosa suma de dinero y considerables inmuebles que le garantizaban una entrada de 5.000 liras anuales, una suma elevada para la época, que le permitían sostenerse.

## La condesa De Fusco
Para seguir con su ayuda a los necesitados, fue a Nápoles donde conoce a Catalina Volpicelli (proclamada Santa). En la Casa Central que ella había abierto en Nápoles, Bartolo conoció a la condesa Marianna Farnararo De Fusco, mujer impregnada fuertemente en acciones de caridad y asistencia. Era viuda del conde Albenzio De Fusco, del cual sus posesiones se extendían hasta el Valle de Pompeya. A la condesa, viuda de 27 años con 5 hijos de tierna edad, servía un administrador así como un preceptor para cada hijo. Bartolo llega a ser el compañero inseparable de las obras de caridad. Tal amistad da lugar a muchos malentendidos, pero después de una audiencia con el papa León XIII en 1885 decidieron casarse, con el propósito de vivir como buenos amigos, en amor fraterno, como lo habían hecho hasta ese momento. El matrimonio fue celebrado sin actos civiles.

## Un encuentro en Pompeya
Bartolo va al Valle de Pompeya en 1872, para guardar los reportes económicos de la condesa y los arrendadores de sus posesiones. En tal ocasión, notó el estado de abandono en la cual cerca de 1,000 habitantes de la zona vivían y observa el estado de ruina en que se encontraba la Parroquia del Santísimo Salvador, iglesia antigua y humilde (su origen databa del 1093), en torno de la cual se agruparon los primeros habitantes de Valle. 

Un día, vagando por aquel campo, Bartolo, tuvo una experiencia mística, la cual describió:
“Mientras reflexionaba sobre mi condición, experimenté una profunda desesperación y casi me suicidé. Entonces oí el eco de la voz de Fray Alberto repitiendo las palabras de la Santísima Virgen María: «Si buscas la salvación, promulga el Rosario. Esta es la promesa de María». Estas palabras iluminaron mi alma. Caí de rodillas. «Si es cierto... no me iré de este valle hasta que haya propagado tu Rosario»”. 
Y súbitamente después escuchó el eco de una campana lejana, que llamaba a la oración del Ángelus del mediodía, que lo hizo arrodillarse en la tierra y orar hasta obtener una paz interior, jamás experimentada. En aquel punto tuvo aún más clara la misión que tenía que cumplir. Inició así la idea de una pía sociedad entronizada en el rosario, para orarlo en aquel valle abandonado. 
Se hizo catequista y realizó los primeros esfuerzos, por la devoción del rosario, pero parecía no interesar a la gente, los cuales no lograron el impacto deseado. Bartolo insistió, días, semanas y meses. En 1873, Longo patrocinó, un festival del Santo Rosario, mismo que fracasó pues llovió y el predicador habló en italiano clásico en vez del italiano local. Hasta los tres años e insistir, (1875) ya se reunió un grupo para reparar la capilla y una hermandad para rezar el rosario en ella y ante el llamado a los padres Redentoristas que estuvieron un tiempo en el lugar.
Mons. Formisano, obispo de la diócesis de Nola, visitó el valle a mediados de 1875 y felicitó a Bartolo por el trabajo realizado, sugirió que construyera una iglesia en honor a “Nuestra Señora de Pompeya” y señaló el lugar, cerca de la capilla; también profetizó que después habría una basílica y lugar de peregrinaciones en ese lugar, cosa que se hizo realidad con la basílica de Nuestra de Pompeya años después.

## El cuadro de la Virgen

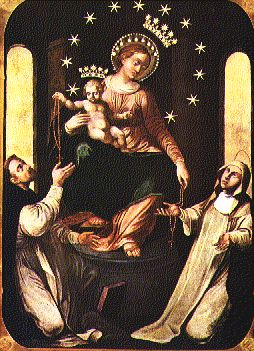
Cuadro de Nuestra Señora del Rosario de Pompeya.

En los 3 años siguientes octubre de 1875, notó que le faltaba un cuadro de la Virgen del Rosario, pintado al óleo, como prescribía la liturgia de aquel tiempo. Va a Nápoles para comprar una imagen. La idea era comprar una que había visto en un negocio, pero las cosas no fueron así. Por casualidad encontró en la Via Toledo al Padre Radente que le sugirió ir al Conservatorio del Rosario de Portamedina y pedir, en su nombre, a sor María Concetta De Litala un viejo cuadro del Rosario que 10 años atrás se les había confiado. 
Bartolo siguió tal sugerencia, pero fue presa del asombro cuando la religiosa le mostró el cuadro. Una tela raída y vieja, faltándole rasgos de color, con la Virgen en una forma no muy histórica, en vez de que la Virgen le dé el Rosario a Santa Rosa, se lo entrega a Santa Catalina de Siena, como en la tradición dominica. Bartolo Longo estuvo a punto de no aceptar el cuadro, pero lo acepta debido a la insistencia de la religiosa.

En la tarde del 13 de noviembre de 1875, la imagen de la Virgen del Rosario llega a Pompeya en una carreta guiada por Angelo Tortora. Fue descargada, aún cubierta, de la carreta ante la fascinación de la Parroquia del Santísimo Salvador, donde ya le esperaba el párroco, Padre Giovanni Cirillo, Bartolo y los habitantes. Quitó la cubierta y mostró el cuadro a los feligreses. Todos estuvieron de acuerdo en no exponerla a la veneración pública esta imagen hasta que no fuera restaurada aunque fuera solo parcialmente. obtuvo una imagen bastante fea y deteriorada por lo cual dijo:
“No solo estaba carcomido, sino que el rostro de la Virgen era el de una campesina tosca y ruda... faltaba un trozo de lienzo justo encima de su cabeza... su manto estaba agrietado. Ni que decir tiene de la fealdad de las demás figuras. Santo Domingo parecía un idiota de la calle. A la izquierda de Nuestra Señora había una Santa Rosa. Esta la transformé más tarde en una Santa Catalina de Siena... Dudé entre rechazar el regalo o aceptarlo... Lo tomé.”
A la primera restauración, en el transcurso de los años, le siguieron otras y los primeros 3 años permaneció en la Parroquia del Santísimo Salvador.

## Restaurador de las Iglesias de las comarcas pompeyanas
Bartolo Longo también contribuyó a la restauración de templos e iglesias católicas, no solo en Lecce y Latiano, también en las comarcas de Pompeya, como Cotrino, donde fue restaurado un antiguo convento cisterciense, hoy convertido en el Santuario de la Virgen de Cotrino, con la ayuda del Alcalde de dicha ciudad, Profesor Tarquinio Fortis.

## La nueva iglesia y la nueva ciudad

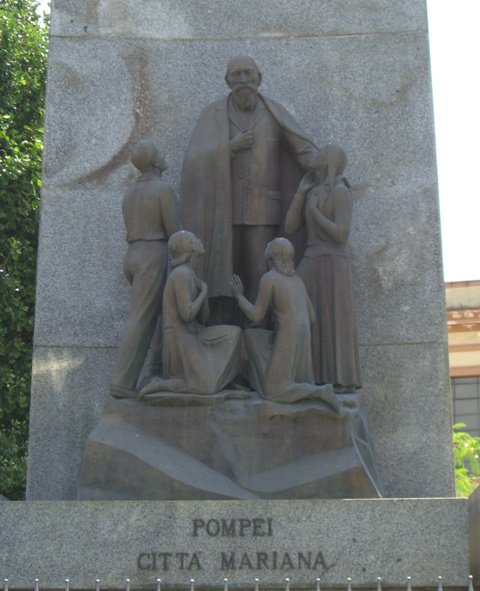
Estatua de bartolo en Italia

El Obispo de Nola, (a cuya diócesis pertenecía el Valle de Pompeya), Monseñor Angelo Landi, sugirió a Bartolo Longo iniciar la construcción de una nueva iglesia, en un terreno del mismo obispo. Empezaron así las peregrinaciones de Bartolo Longo y la condesa para obtener los fondos necesarios mediante la suscripción de "un sueldo al mes". Para ello Bartolo con su compromiso en mente, viajó por diversas partes de Europa, para conseguir donatarios para la construcción, asunto que logró ya que el año siguiente y por catorce más se realizó la construcción de la iglesia (1876-1891).
El 13 de febrero de 1876 día en que el cuadro de la Virgen del Rosario fue expuesto a la veneración pública, después de la restauración, se tuvo el primer prodigio: la completa curación de Clorinda, que tenía epilepsia central, la cual había sido diagnosticada como incurable por el célebre profesor Antonio Cardarelli, por intercesión de su tía, Anna Maria Cardarelli, habiendo ayudado a la naciente iglesia y prometiendo peregrinar a Pompeya si su sobrina se aliviaba. Era el primer milagro de una larga serie de gracias en la historia del Santuario de la Virgen del Rosario de Pompeya. De Nápoles y sucesivamente de muchas otras partes del mundo comenzaron a llegar ofertas para la construcción de la nueva iglesia, de la cual, la primera piedra fue puesta el 8 de mayo de 1876. El cuadro fue puesto en una capilla temporal (capilla de Santa Catalina). El arquitecto Antonio Cua ofreció gratuitamente dirigir el proyecto y los trabajos de la nueva iglesia.
Bartolo compartió la plegaria que le había sido solicitada por los devotos, y la publicó a manera de la novena en acción de gracias, como testamento para nuestra Señora de Pompeya. En 1877 Bartolo Longo escribió y popularizó la Práctica de los Quince Sábados. 
Bartolo enfermó y con dificultad, llegaba a la capilla. El 15 de agosto, el abogado se encontraba peor que nunca, postrado en el lecho, con todas las esperanzas de curación perdidas, sin embargo, suplicó como último remedio, que llevaran la imagen que ya había sido milagrosa a su cuarto. Los que le rodeaban decían con burla que, si sanaba creerían en la Virgen. Él suplicó con confianza a Santa Catalina de Siena: “¡Querida Santa! yo he escrito de Vos en los Quince sábados, que os quejáis desde el Cielo por los pocos que acuden a Vos para recibir gracias como si en el Cielo hubiera disminuido el poder que acá en la tierra os concedió el Señor y, ¿cómo mis lectores darán fe a mis palabras, si yo que las escribí no soy el primero en recibir la gracia? Y, ¿cómo creerán en los milagros de la Virgen de Pompeya si ella deja morir, a aquél que los publica y promueve la edificación de su templo?
Horas después, como a la media noche despertó y había desaparecido la fiebre y el dolor agudo de la nuca y espalda, y los primeros rayos del naciente día acariciaron sus pupilas, que hacía mucho tiempo atrás, no podían soportar la luz. La Virgen se dignó aceptar trabajo que en su honor hiciera Bartolo, y apareciéndose a la hija del Comendador Agrelli, después de curarla dijo: Cada vez que desees alguna gracia hazme tres novenas rezando los quince misterios del Rosario y otras tres novenas en acción de gracias.
Miles y miles de personas, han conseguido por este medio innumerables dones y milagros, como consta en documentos médicos certificados, que pueden leerse en el periódico Il Rosario e la Nuova Pompei.
Bartolo publicó el panfleto "El Rosario de Nueva Pompeya" e hizo todo lo posible por difundir la devoción, para lo cual contrató a gente de la localidad; fundó una escuela para niños pobres donde les enseñaba tipografía; también la congregación de las Hijas del Santo Rosario de la Tercera Orden dominica. 
Curado de la grave enfermedad después de recitar la Novena que había compuesto, hizo 900 ediciones en 22 idiomas. El 14 de octubre de 1883, veinte mil peregrinos, reunidos en Pompeya, recitaron, por primera vez, la Súplica a la Virgen del Rosario, escrita por Bartolo Longo, en respuesta a la Encíclica Supremi Apostolatus Officio, con la cual el Papa León XIII, da frente al mal de la sociedad, por medio del rezo del Santo Rosario.
En 1884 fundó el periódico “Il Rosario e la Nuova Pompei” (en español, El Rosario y la Nueva Pompeya), todavía impreso y distribuido en todo el mundo. Mientras tanto, alrededor de la nueva iglesia dio forma a la nueva ciudad, viviendas para los trabajadores (el primer ejemplo de viviendas sociales), el telégrafo, un pequeño hospital, el observatorio meteorológico y geodinámico.
En 1887 fundó el Orfanatorio Femenil. La primera obra de caridad en favor de los menores, a cargo actualmente por las Religiosas Dominicanas Hijas del Santo Rosario de Pompeya, en conjunto con la Obra Fondazione Beato Bartolo Longo. .
El 6 de mayo de 1891 el cardenal Raffaele Monaco La Valletta consagró el nuevo Templo. En 1898 Bartolo Longo reconstruye la Parroquia del Santísimo Salvador, tal como luce hoy, de manera que pudiera continuar su existencia de forma autónoma la naciente iglesia, la cual fue elevada a la dignidad de Basílica Pontificia en 1894.
En este periodo Bartolo Longo desarrolló su idea más original: que no sólo es creer en la posibilidad de recuperación de los hijos de los presos, sino apostar por el hecho de que, a su vez, podría salvar a sus padres de la desesperación. En 1892 por lo tanto, se colocó la primera piedra del hospicio para los niños de los encarcelados (1907), administrado por los Hermanos de las Escuelas Cristianas de San Juan Bautista de La Salle. Después de 6 años, los estudiantes fueron más de un centenar, a raíz de la bienvenida a las hijas de los presos, las que confió a las Religiosas Dominicanas Hijas del Santo Rosario de Pompeya, que funda en 1897. Fue una ardua lucha por la cultura y la ciencia positivista de la época que no reconocía la educación de un hijo de un delincuente. Las acciones de Bartolo Longo demostraron lo contrario. Estas obras estaban destinadas a acoger y educar a todos los niños y jóvenes huérfanos o abandonados y, por tanto, no tenía puntos de referencia para la familia humana y social.
El 5 de mayo de 1901 se inauguró la fachada del Santuario de la Virgen del Rosario de Pompeya, fruto de los donativos provenientes de todo el mundo y dedicada a la Paz Universal. En tal ocasión Bartolo Longo promete a los pompeyanos que un día la Basílica será visitada por el Papa, cosa que ha sucedido en 3 ocasiones: el 21 de octubre de 1979 y 7 de octubre de 2003, por parte de Juan Pablo II y el 19 de octubre de 2008, en persona de Benedicto XVI. Bartolo fue envuelto en calumnias y murmuraciones que llegaron hasta el Papa Pío X. Bartolo y la condesa decidieron, el 12 de septiembre de 1906, ceder la Obra de Pompeya al Papa. El Papa Pio X, conoció la verdad y mostró gran estima por la Fundación de la Nueva Pompeya. Aprobó la Pia Union Universal para el rezo del Rosario en comunidad y en familia propuesta por Longo, queriendo ser el primer inscrito.
Las obras de Bartolo Longo más conocidas son, la creación de la Súplica a la Virgen de Pompeya, el 8 de mayo, la promoción Movimento Asuncionista para obtener la definición del dogma de la Asunción de María, el Orfanato Femenino, el Instituto para los hijos de Encarcelados, el Instituto para las hijas de Encarcelados, la Congregación Femenina Religiosas Dominicas Hijas del Santo Rosario de Pompeya, con el propósito principal de la atención y educación de los niños y las niñas de la Obra, la Casa Operaria para los discapacitados, la oficina, la escuela de artes y oficios, la escuela vespertina y la estación de tren para el que ofrece el terreno.
Bartolo Longo, sin embargo, se dio cuenta de que la naciente ciudad tiene una fuerte vocación para el turismo por las excavaciones arqueológicas de la antigua Pompeya y por el creciente interés religioso que ha llevado a miles de peregrinos hasta la Basílica. Se esforzó, por lo tanto, en que se instalaran farmacias en la ciudad, lugares de descanso y la acogida de visitantes, una estación de ferrocarril con plaza adyacente, una oficina de correos, las nuevas carreteras y todo lo que podía hacer a una ciudad más bella y funcional.

## Sus últimos años
La condesa De Fusco falleció el 9 de febrero de 1924. Lo que provocó un terrible sufrimiento a Bartolo Longo que, para evitar posibles represalias por parte de los herederos de la noble, se dirige a Nápoles, y después de un mes va a Latiano. De hecho, poco después, para proteger la propiedad, los funcionarios de la Corte de Salerno entraron en la casa, que era de la condesa y Bartolo, e inventariaron el mobiliario y bienes. EL 23 de abril de 1925, después de 14 meses y de muchos ruegos de parte de los pompeyanos, Bartolo regresa a Pompeya.
Y lo hizo como cuando llegó por primera vez en 1872: ya no posee nada, pero esta vez va en busca de la ciudad que lo espera. El 30 de mayo de 1925 fue galardonado con la Gran Cruz de la Orden Ecuestre del Santo Sepulcro de Jerusalén
En su último mes de vida, Bartolo Longo pudo disfrutar de la maravillosa amistad del Dr. Giuseppe Moscati (proclamado santo en 25 de octubre de 1987 por el Papa Juan Pablo II). El Doctor Moscati estaba tan maravillado con las obras caritativas de Bartolo Longo, que le dijo lo siguiente: * "Comendador, con tanta obra caritativa que usted ha fundado, usted será algun dia digno del honor de los altares", a lo que Bartolo le respondió con gozo: * "Si Doctor, eso si, yo te precederé, tu me seguirás despues". Pasó el tiempo, y Bartolo Longo murió en 1926, un año antes que Moscati, quien murió al año siguiente, en 1927, y era tanta la concidencia que Moscati fue canonizado en 1987, mucho antes que fuera beatificado Longo en 1980.
La mañana del 5 de octubre de 1926, Moscati fue a Pompeya para asistirlo por última vez. En la tarde de ese día, de hecho, de regreso a Nápoles, sin saber nada de lo que sucedió en Pompeya, le dijo a su familia: "Don Bartolo se ha ido al cielo."
Bartolo Longo murió tan pobre, que sólo pudo tener su propia cama, porque todos los muebles del apartamento había sido inventariados y obligado por una orden de embargo en su contra obtenidas por parte de sus parientes.
Dos años más tarde, gracias a los buenos oficios del Hermano Adriano de María, de los Hermanos de las Escuelas Cristianas, que continuó la labor del abogado, para que Pompeya fuera reconocida como un municipio autónomo.
El trabajo de Longo tuvo su reconocimiento oficial con su beatificación por el Papa Juan Pablo II el 26 de octubre de 1980. Su cuerpo descansa, junto con el de la condesa, el padre Radente y la hermana María Concetta de Litala, en la cripta debajo de la Basílica. En los últimos años de su vida dijo: "Un día un hombre vestido de blanco bendecirá a las naciones en Pompeya". Después de 53 años su deseo se materializó, Juan Pablo II llegó a Pompeya para encomendar a Nuestra Señora del Rosario su pontificado. En el año 2002 con la efigie de la Virgen del Rosario de Pompeya, el mismo Papa, en la plaza de San Pedro abrió el año del Rosario.

## Ciudades hermanadas
- Latiano, 1980

## Recursos Audiovisuales
- Documental "Bartolo Longo, actualita dell pensiero sociale" (Bartolo Longo, la actualidad del pensamiento social) de la División de Cultura del Municipio de Pompeya.
- Filme "Bartolo Longo, el Rosario y la Caridad" de Raffaele Vitagliano, Lux Films, 2016